# J. W. Dowling
J. W. Dowling foi um jogador de lacrosse norte-americano. Dowling era membro da St. Louis Amateur Athletic Association na qual conquistou a medalha de prata nos Jogos Olímpicos de Verão de 1904 em Saint Louis.